# A US Airways 1549-es járatának balesete
2009. január 15-én  a US Airways 1549-es járata a New York-i LaGuardia repülőtérről az észak-karolinai Charlotte-ba, a Charlotte Douglas nemzetközi repülőtérre, majd utána a Seattle–Tacoma repülőtérre tartott, amikor 3 perccel a felszállás után az Airbus A320 gép balesetet szenvedett: összeütközött egy csapat kanadai lúddal, melynek következtében mindkét hajtóműve leállt. Az utasszállító repülőgép ezután sikeres kényszerleszállást hajtott végre a Hudson folyón.

## Repülőgép és személyzet

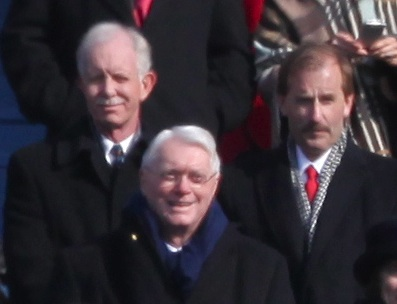
Sullenberger kapitány (balra) és Skiles első tiszt (jobbra)

A repülőgép egy Airbus A320-214, amelyet két CFM56-5B4 sugárhajtómű hajtott. A fedélzeten 150 utas és öt főnyi személyzet tartózkodott. A gép kapitánya az 57 éves Chesley B. „Sully” Sullenberger egykori vadászpilóta, aki több mint 20 000 órát repült. Első tisztje a 49 éves Jeffrey B. Skiles, akinek a több mint 15 000 repült óra után közel volt a kapitányi kinevezése.

## A baleset

### Madarakkal való ütközés
A LaGuardia–Charlotte szakaszon a gépet az első tiszt repülte. A felszállás után a gép felemelkedett 820 méterre, amikor Skiles első tiszt észrevett egy madárcsapatot. A gép sebessége túl nagy volt, hogy kikerüljék, így a szárnyasokkal való ütközés mindkét hajtómű leállását okozta. A kapitány megpróbálta újraindítani a hajtóműveket, azonban azok túl nagy sérülést szenvedtek. Sully kapitány átvette a gép irányítását, míg az első tiszt végigvette a vészhelyzeti ellenőrzőlistát, amihez nem volt elegendő idejük.

### Vízreszállás
Sully kapitány úgy döntött, hogy visszafordul a LaGuardiára, azonban a forduló után rájött, hogy nincs elég ideje, túl alacsonyan repül. Eközben a légiforgalmi irányító rendíthetetlenül kereste a leszállóhelyet a gépnek, de mindegyik túl messze volt ahhoz, hogy siklórepülésben elérhető legyen. A kapitány úgy döntött, hogy a Hudson folyóra teszi le az Airbust. Bár még sosem hajtott végre vízreszállást, nagyszerűen elvégezte a feladatot: a gép orrát magasan tartotta, és hagyta, hogy a gép farka érjen először vizet, így csökkentve a sebességet.

### Evakuálás
A vizet érés után a kapitány elrendelte a gép elhagyását. A Hudson folyó jéghideg vize beömlött az utastérbe, így gyorsan kellett cselekedniük. Az utasok a szárnyra, vagy a mentőtutajokba menekültek, segítségre várva. A legtöbb utast fagyási sérülésekkel szállították kórházba. Több mint 1200 segítségnyújtó és 7 kompon 130 ingázó működött közre az utasok kimentésében. Mindez 24 percig tartott.

## A baleset után

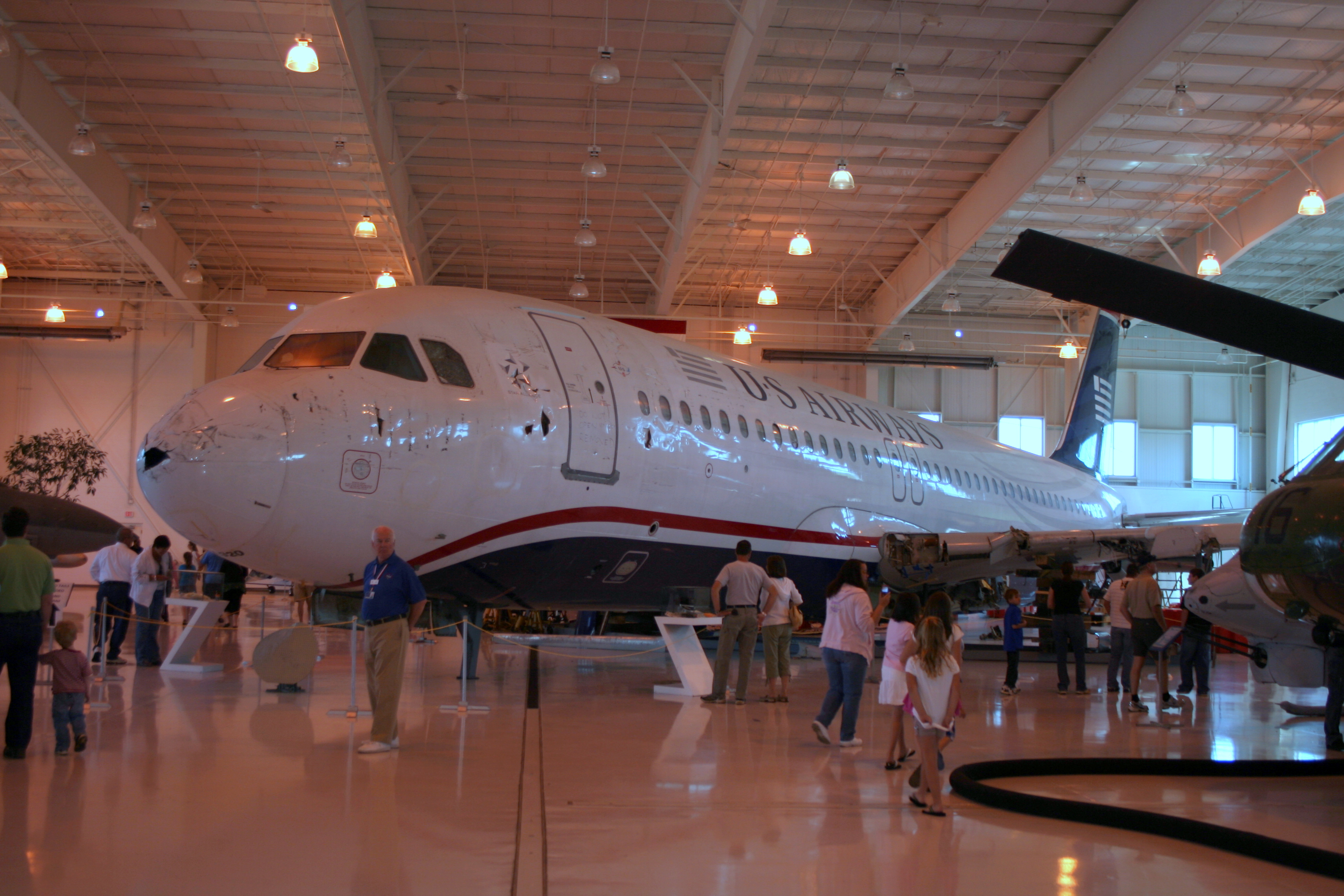
A gépet kiemelték a folyóból és a charlotte-i Carolinas Repülési Múzeumba szállították

A baleset után a személyzet számos díjat és dicséretet kapott. Egy évvel később Sullenberger kapitány nyugdíjba vonult, Skiles elsőtisztet pedig kapitánnyá léptették elő. A történeten alapuló film 2016 szeptemberében került a mozikba, Sully – Csoda a Hudson folyón címmel, Clint Eastwood rendezésében, Tom Hanks és Aaron Eckhart főszereplésével.